# Kjetil-Vidar Haraldstad
Kjetil-Vidar Haraldstad, noto anche con lo pseudonimo di Frost (Øyer, 28 giugno 1973), è un batterista norvegese.

## Biografia
È il batterista della band black metal Satyricon. È conosciuto come uno dei batteristi più veloci del metal.
Attualmente è anche membro della band 1349, ed ha fatto parte dei gruppi Gorgoroth, Zyklon-B, Gehenna e Keep Of Kalessin.
Si unì ai Satyricon temporaneamente per la registrazione del demo The Forest Is My Throne. Più tardi si unì alla band a tempo pieno e ne è tuttora membro.
Al momento è sponsorizzato e fornito di batterie Mapex e piatti Zildjian. Il suo stile varia a seconda delle diverse band; nei 1349 e nei Satyricon usa in modo esteso i cosiddetti blast beat, suggeriti dal genere Black metal, in qualità di vero e proprio must. È peraltro tra i più apprezzati e affermati proprio per questa sua peculiare abilità nel genere, poiché dotato di un'eccellente velocità d'esecuzione, di una discreta precisione oltre che di un'ottima resistenza nello scandire tempi così accelerati. Nelle produzioni più recenti con i Satyricon il suo lavoro è più semplice e più cadenzato.